# Fruchtfolge

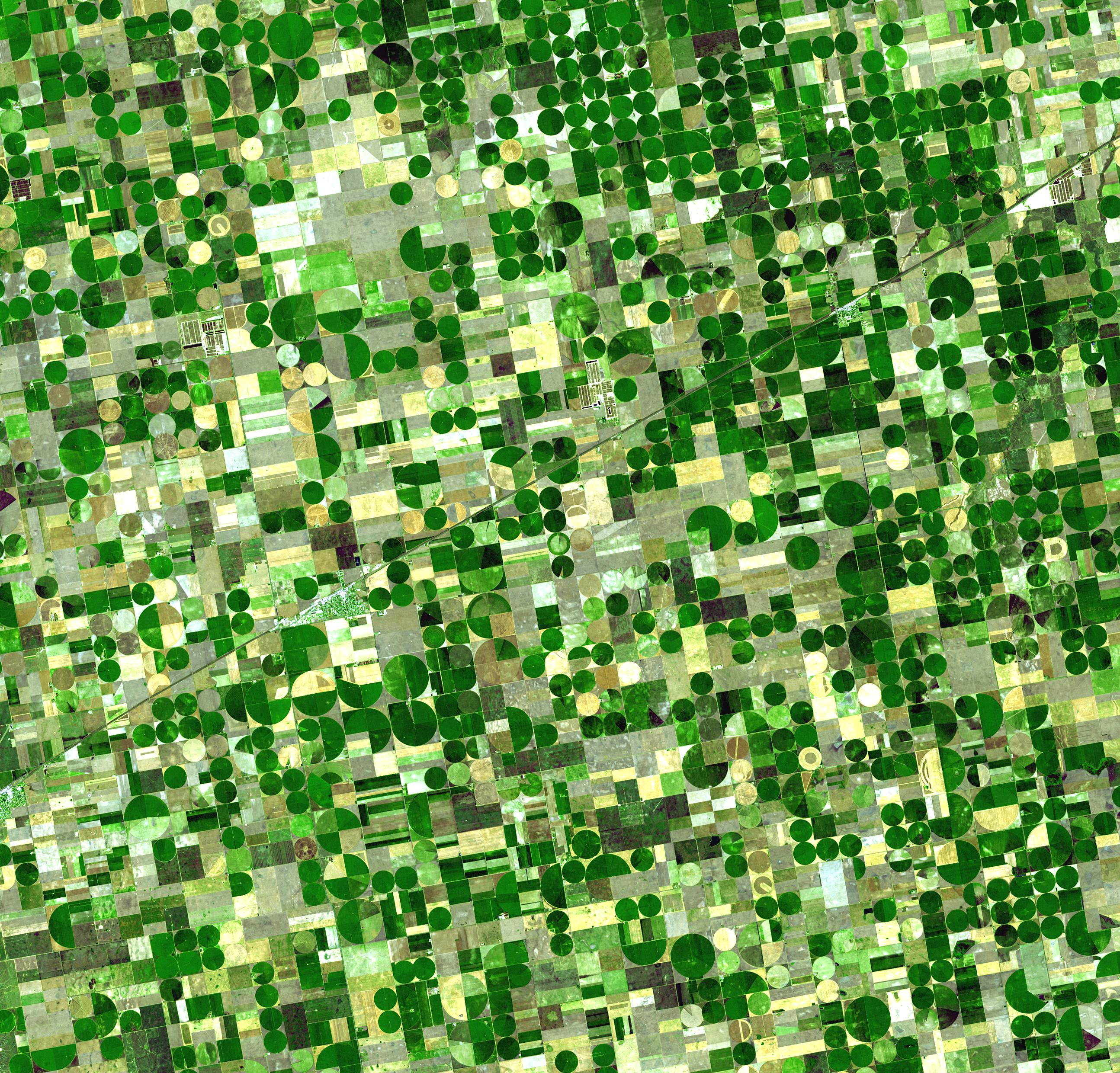
Satellitenaufnahme von Kansas, USA; unter den von rotierenden Armen bewässerten Feldern sind verschiedene Phasen der Fruchtfolge zu erkennen.

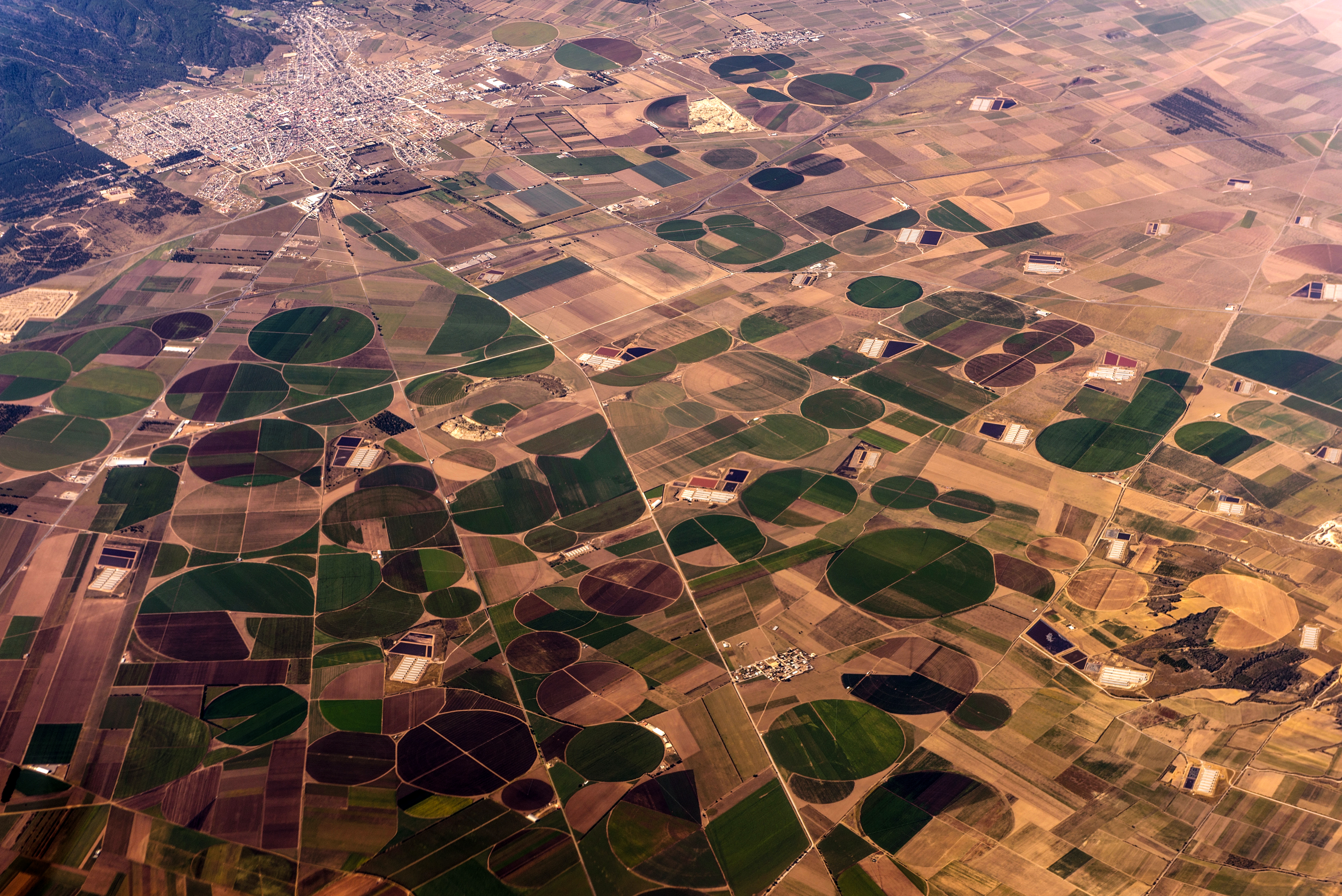
Perote, Hochland von Mexiko: verschiedene Fruchtfolgen auf bewässerten und nicht bewässerten Flächen

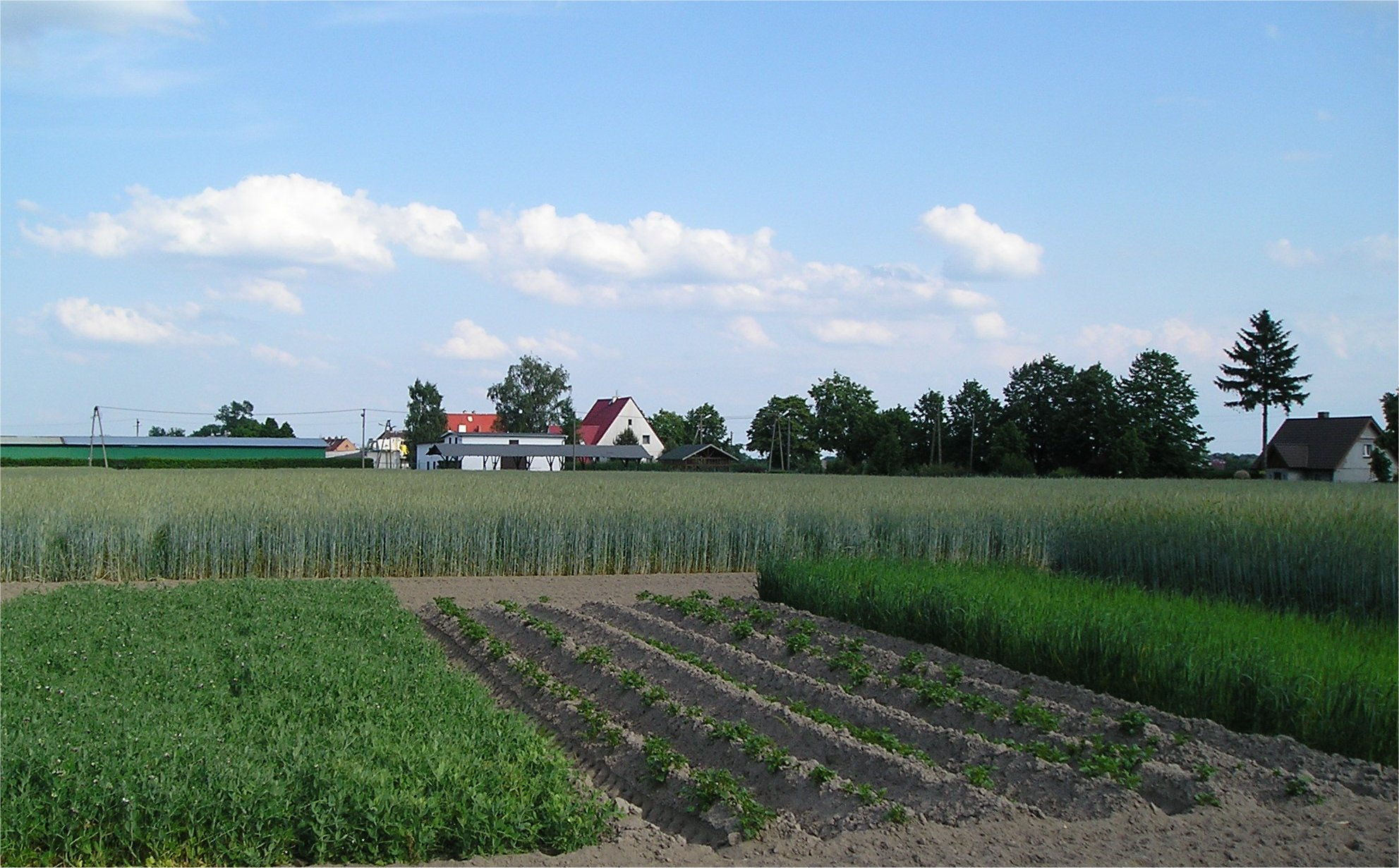
Anbauversuch zu Auswirkungen von Fruchtfolge und Monokultur: Auf dem Feld im Vordergrund wird die „Norfolk-Fruchtfolge“ (Kartoffeln-Hafer-Felderbse-Roggen) angewandt (im Bild v. l. n. r.: Felderbse-Kartoffeln-Hafer-Roggen), auf dem Feld im Hintergrund wird seit 58 Jahren nur Roggen angebaut. (Bild: Landwirtschaftlicher Versuchsbetrieb Swojec der Naturwissenschaftlichen Universität Breslau)

Unter Fruchtfolge oder Felderwirtschaft wird die zeitliche Abfolge der auf einer landwirtschaftlichen Fläche angebauten Nutzpflanzenarten im Ablauf der Vegetationsperiode und Jahre verstanden. Hingegen findet bei der Einfeldwirtschaft bzw. Monokultur in einem Zeitraum über fünf Jahre kein Fruchtwechsel statt. Auf diesen ackerbaulichen Flächen wurde in Mitteleuropa meist Roggen über mehrere Jahre hintereinander angebaut.
Die Fruchtfolge soll die Bodenfruchtbarkeit erhalten bzw. verbessern. Sie gilt als wichtiger Bestandteil des modernen Agrarmanagements im konventionellen sowie im ökologisch ausgerichteten Landbau. Prinzipiell werden Fruchtfolgen nach ihrer Organisationsform unterschieden.

## Entstehung

### Zweifelderwirtschaft in der Antike
In der antiken und frühmittelalterlichen Landwirtschaft war die Zweifelderwirtschaft üblich, bei der die Ackerfläche in zwei Felder eingeteilt wurde, von denen eines mit Getreide bestellt wurde, während das andere brach lag. Dadurch lag im Vergleich zur Dreifelderwirtschaft stets die Hälfte statt eines Drittels der Nutzfläche brach. Alternativ konnte man das eine Feld mit Sommer- und das andere mit Wintergetreide bestellen, doch wurde der Boden dadurch stark in Anspruch genommen.
Landwechsel war der Grund für viele Rodungen. Außerdem verhinderte er oft die Sesshaftigkeit der Bauern und führte zur Lebensweise des Wanderfeldbaus.

### Dreifelderwirtschaft im Mittelalter
Die Dreifelderwirtschaft war die seit dem Mittelalter um etwa 1100 n. Chr. in Europa weit verbreitete Bewirtschaftungsform in der Landwirtschaft. Die Römer kannten schon die Zweifelderwirtschaft („Landwechsel“) und wandten diese auch nördlich der Alpen an. Im Hochmittelalter wurde dann, ausgehend von karolingischen Klöstern, nach der Einführung der neuen Gerätschaften des 11. Jahrhunderts flächendeckend das Dreifeldsystem eingeführt.
Im jährlichen Wechsel wurden
- ein Acker mit dem vor dem Winter gesäten Wintergetreide (damals Roggen und Emmer) und
- ein zweiter mit dem nach dem Winter gesäten Sommergetreide (Hafer, Hirse, Gerste) bestellt.
- Das dritte Feld blieb in diesem Jahr eine Brache, so dass sich der Boden hier erholen konnte. Es diente jedoch als Viehweide.

Der Flurzwang schrieb den Bauern die Fruchtfolge vor. Die Dreifelderwirtschaft bedeutete gegenüber der früheren Anbauform, dem Landwechsel, einen deutlich höheren Ertrag. Außerdem ermöglichte sie geregelte Besitzverhältnisse.

### Beginn des modernen Landbaus
Mitte des 18. Jahrhunderts begann allmählich die Überwindung der mittelalterlichen Dreifelderwirtschaft und die Geschichte des modernen Landbaus. Es wurde begonnen beispielsweise Rotklee für den gezielten Anbau von Futterpflanzen auf dem Acker zu nutzen und damit höherwertiges Futter für das Vieh zu produzieren. Johann Christian Schubart Edler von Kleefeld war einer der deutschen Pioniere auf diesem Gebiet. Auch die Einführung der Kartoffel in Deutschland als Hackfrucht und Nahrungspflanze trug zur Erweiterung der Fruchtfolgen bei. Ende des 18. Jahrhunderts begründete Albrecht Daniel Thaer den wissenschaftlichen Landbau und setzte sich ebenfalls für dieses System ein. Er sah im ausgedehnten Ackerfutterbau die Möglichkeit, die Bodenfruchtbarkeit sowohl durch die Rückstände der Ackerfutterpflanzen als auch durch die gezielte Düngung mit Stalldung zu fördern und den Humus auf den Feldern zu mehren. Somit begann eine schrittweise Intensivierung des Landbaus und damit auch eine variable Fruchtwechselwirtschaft, die sich an den natürlichen und betrieblichen Erfordernissen orientierte und die starren Systeme der Vergangenheit aufbrach.
Heute ist der Fruchtwechsel ein wichtiger Bestandteil der Landwirtschaft und des modernen Agrarmanagements, sowohl im konventionellen als auch im ökologischen Landbau. Er sichert den Landwirten eine gewisse Flexibilität in der Vermarktung ihrer Produkte, schützt das Bodengefüge, vermindert beispielsweise Erosion und Austrocknung und spart Kosten für Pestizide und Kunstdünger. Eine sinnvolle und optimierte Fruchtfolge ist daher ein wichtiges Werkzeug für eine nachhaltige und bodenschonende Landwirtschaft.
Es gibt heute weltweit auch eine Konzentration von Monokulturen, zum Beispiel beim Anbau von genverändertem Soja oder Mais in Südamerika und den USA. Dies wird zum Großteil durch Resistenzen gegenüber Totalherbiziden oder Schädlingen erreicht. Auch der vereinzelte Anbau von mehrjährigen Selbstfolgen, also der 3- bis 5-malige Anbau gleicher Feldfrüchte, beispielsweise von Mais, gehören heute zur gängigen Praxis und steht häufig in der Kritik.

## Vorteile der Fruchtfolgenwirtschaft
Der Anbau unterschiedlicher Pflanzen führt zu einem differenzierten Auf- und Abbau der im Boden enthaltenen Nährstoffe und kann bei sinnvollen Fruchtfolgen zur Erhöhung des Humusgehaltes führen, wodurch sie langfristig erhalten bleiben. Eine sinnvoll gestaltete Fruchtfolge vermindert auch den Befall der Kulturen mit Pflanzenkrankheiten sowie einigen tierischen Schädlingen. Des Weiteren können Unkräuter weniger überhandnehmen, wenn die angebauten Feldfrüchte wechseln. Sie werden insbesondere durch die unterschiedlichen Arten und Zeitpunkte der Bodenbearbeitung gestört.
Viele Pilzkrankheiten beim Getreide können an Strohresten und Unkrautüberresten im Boden überdauern und machen eine Anbaupause von 1 bis 2 Jahren für Getreide nötig. Sie wirken sich besonders negativ auf den Ertrag beim (Winter-)Weizen aus und verursachen mitunter die Lage des Getreides, das heißt, die Halme brechen und das Getreide knickt um. Andere Getreidearten wie z. B. Hafer und (Sommer-)Gerste sind weniger empfindlich, Hafer zählt innerhalb von stark getreidedominierenden Fruchtfolgen auch als Gesundungsfrucht. Daher begann die Dreifelderwirtschaft mit dem recht anfälligen Winterweizen, im zweiten Jahr folgte ein Sommergetreide wie Hafer. Im dritten Jahr wirkte sich der Anbau von Hackfrüchten noch günstiger aus als die Brache, da durch die intensive Bodenbearbeitung (Hacken zur Unkrautbekämpfung) viel Luft in den Boden gelangte. Dadurch wurden Strohreste mit Pilzsporen besser abgebaut.
Daraus resultiert eine Ertragssicherung und Ertragssteigerung (z. B. beim Wechsel von der Zwei- auf die Dreifelderwirtschaft betrug diese rund 20 %). Ein weiterer Vorteil der Fruchtfolgen ist die Möglichkeit, mit Hilfe von tiefwurzelnden Pflanzen wie Raps oder Luzerne Nährstoffe aus den tieferen Bodenschichten nach oben zu transportieren und für die Nachfrucht verfügbar zu machen. Ein weiterer Vorteil ist, dass Schadverdichtungen aufgebrochen werden können und verringert werden.
Durch den dauerhaften Bewuchs der Ackerflächen wird die Erosion vermindert und das Bodengefüge sowie die Bodenfauna und -flora gestärkt. Das hat zur Folge, dass sich ein besserer Wasser- und Lufthaushalt im Boden einstellt und somit eine bessere Nährstoffverfügbarkeit erreicht wird.
Fruchtfolgen erhöhen die Flexibilität bei der Vermarktung von landwirtschaftlichen Gütern, sichern Erträge und sparen den Einsatz von Pflanzenschutzmitteln und synthetischen Düngern. Bei besonders guten Böden wie Schwarzerden sorgen sie für den Erhalt der Bodenfruchtbarkeit. Bei schlechteren Böden mit einem ungünstigen Wasserhaushalt wie bei Sandböden sorgen sie für eine bessere Bodenfruchtbarkeit und eine deutliche Ertragssteigerung.

## Nachteile der Fruchtfolgenwirtschaft
Die Nachteile der Fruchtfolge sind meist wirtschaftlich bedingt: Fruchtfolgen stellen besondere Anforderungen an das Agrarmanagement. Es werden beispielsweise für Kartoffeln und Zuckerrüben ganz andere Maschinen und Techniken zur Lagerung benötigt als bei Getreide. Auch haben heutzutage nicht alle Betriebe Tiere, wodurch ein Kreislauf aus Viehwirtschaft und Pflanzenbau nur erschwert realisiert werden kann. Eine gezielte Düngung mit tierischen Düngern (Gülle, Jauche, Stallmist) ist oft schwieriger als bei synthetischen oder mineralischen Düngern. Der Einsatz von Futterpflanzen ist damit nicht immer gewährleistet. Zwischenfruchtanbau ist zumeist teurer als der Einsatz von Pflanzenschutzmitteln, spart aber Dünger und sichert das Bodengefüge.
Eine regelmäßige Kontrolle des Humusgehaltes und eine Humusbilanzierung sind für ein gutes Fruchtfolgemanagement sehr sinnvoll. Sie bedeuten zwar mehr Aufwand, können aber auch Fördermittel innerhalb der Cross-Compliance-Bestimmungen der EU ermöglichen.

## Fruchtfolgesystematik
Innerhalb der Fruchtfolge unterscheidet man zwischen Hackfrucht (z. B. Rüben, Kartoffeln, Raps, Silomais), Halmfrucht (Getreide) und Zwischenfrüchten, die wiederum in Sommer- und Winterzwischenfrüchte eingeteilt werden (z. B. Senf, Sonnenblumen usw.). Halmfrüchte werden häufig als Humusmehrer und Blattfrüchte als Humuszehrer bezeichnet. Diese Einteilung wurde zum einen durch die Ernterückstände, die Durchwurzelung und die Bodenbearbeitung entwickelt. Jedoch haben alle Früchte unterschiedliche Eigenschaften, wodurch sie dem Boden Nährstoffe entziehen oder zuführen sowie dessen Eigenschaften verbessern oder verschlechtern. Auch eine fruchtspezifische Düngung wie beim Raps (stickstoffreich) kann für die Nachfruchtgestaltung eine wichtige Rolle spielen. Zwischenfrüchte werden, ohne geerntet zu werden, in den Boden eingearbeitet und haben vielseitige Funktionen, z. B. Schadverdichtungen aufzubrechen, Nährstoffe für die Nachfrucht zu halten oder zurückzuführen, das Bodengefüge zu stabilisieren, aber auch Schaderreger abzutöten.

Bei der Fruchtfolgegestaltung ist besonders auf die zeitliche Einteilung der Pflanzenbestände zu achten. Für die Entscheidung, welche Blattfrüchte und Halmfrüchte genutzt werden, ist das Kohlenstoff-Stickstoff-Verhältnis maßgeblich. Es entscheidet, wie schnell die Ernterückstände von den Bodenlebewesen umgewandelt werden können. Hier gilt: Je mehr Stickstoff, desto schneller werden Rückstände dem Boden zugeführt. Dafür bieten sich besonders Leguminosen (Lupinen, Luzerne oder Klee) an. Sie besitzen stickstofffixierende Bakterien in den Wurzeln und sind somit sehr gut geeignet, die Bodenfruchtbarkeit zu erhöhen. Da sie zum Teil mehrjährig sind, ist der Einsatz eines Springschlages möglich. Das heißt, dass innerhalb der Fruchtfolge auf einem Ackerschlag beispielsweise Luzerne angebaut wird, die etwa drei bis vier Jahre auf dem Ackerschlag steht und für die Ernte von Futterpflanzen genutzt wird. Danach können wieder Weizen oder ähnliche Feldfrüchte angebaut werden.
Heute werden Fruchtfolgen variabel, je nach Betriebsansprüchen, gestaltet und sind keineswegs starre Gebilde. Jedoch können sie nach Anzahl der bebauten Schläge oder der Anordnung in Blatt- und Halmfrüchte eingeteilt werden.

### Dreifelderwirtschaft
Die Fruchtfolge der Dreifelderwirtschaft besteht aus drei Fruchtfolgefeldern. Je Fruchtfolgefeld wird innerhalb eines Jahres eine bestimmte Frucht angebaut. Diese Fruchtfolge hat eine hohe Gewichtung auf Halmfrüchte.
Die Fruchtfolgefelder sind wie folgt angeordnet:
- Blattfrucht (z. B. Raps)
- Halmfrucht (z. B. Weizen)
- Halmfrucht (z. B. Roggen)

### Vierfelderwirtschaft
Die Vierfelderwirtschaft besteht aus vier Fruchtfolgefeldern. Sie ist stark halmfruchtdominiert und wird wie folgt eingeteilt:
- Blattfrucht (z. B. Raps oder Zuckerrüben)
- Halmfrucht (z. B. Weizen mit einer Sommerzwischenfrucht)
- Halmfrucht (z. B. Hafer oder Gerste)
- Halmfrucht (z. B. Winterroggen oder Triticale)

### Rheinische Fruchtfolge
Die Rheinische Fruchtfolge besteht aus fünf Fruchtfolgefeldern. Das Blattfrucht/Halmfruchtverhältnis liegt bei 40:60. Hier herrscht ebenfalls eine dominierende Position von Halmfrüchten.
Die Anordnung der Fruchtfolgeglieder geschieht wie folgt:
- Blattfrucht (z. B. Kartoffeln, Rüben, Raps)
- Halmfrucht (z. B. Winterroggen, Wintergerste, Winterweizen)
- Halmfrucht (z. B. Wintergerste)
- Blattfrucht (z. B. Sommerzwischenfrucht und Silomais)
- Halmfrucht (z. B. Sommergerste, Hafer)

### Fruchtwechselwirtschaft
Die Fruchtwechselwirtschaft hat das günstigste Blattfrucht-/Halmfruchtverhältnis. Hier wechseln Blattfrüchte und Halmfrüchte jedes Jahr, so dass ein Verhältnis von 50:50 entsteht.
Dementsprechend ist die Gestaltung wie folgt:
- Blattfrucht (z. B. Zuckerrüben)
- Halmfrucht (z. B. Sommergerste)
- Blattfrucht (z. B. Ackerbohnen)
- Halmfrucht (z. B. Winterweizen/Sommerzwischenfrucht)

### Doppelfruchtwirtschaft
Bei der Doppelfruchtwirtschaft werden Blattfrüchte und Halmfrüchte ebenfalls abgewechselt. Allerdings wechseln zwei Blattfrüchte mit zwei Halmfrüchten. Hier ist besonders darauf zu achten, dass die Blattfrüchte untereinander verträglich sind. Dies gilt auch für die Blattfrüchte, zum Beispiel sollten Raps und Zuckerrüben nie nacheinander angebaut werden, da sie beide anfällig sind für unterschiedliche Nematoden und Schaderreger, die sowohl den Raps als auch die Zuckerrüben befallen. Bei Halmfrüchten gilt dies beispielsweise für Sommergerste und Wintergerste. Eine Einhaltung der Anbaupausen ist sehr wichtig. Roggen und Mais sind häufig selbstverträglich. Sie sollten aber auch nicht länger als zweimal hintereinander angebaut werden, da sonst Probleme wie ein verstärkter Befall von Fusarien beim Mais oder Mutterkorn beim Roggen auftreten können.
Die Einteilung:
- Blattfrucht (z. B. Kichererbsen)
- Blattfrucht (z. B. Winterraps)
- Halmfrucht (z. B. Winterweizen)
- Halmfrucht (z. B. Wintergerste/Sommerzwischenfrucht)

Oder wechselnd: (Intensivnutzung ohne Zwischenfrucht)
- Blattfrucht (z. B. Zuckerrüben)
- Halmfrucht (z. B. Winterweizen)
- Blattfrucht (z. B. Kartoffeln)
- Halmfrucht (z. B. Winter/Sommergerste, Winterweizen oder Winterroggen)

### Überfruchtwechselwirtschaft
Die Überfruchtwechselwirtschaft hat einen höheren Anteil an Blattfrüchten. Sie kann eingeteilt werden in:
- Blattfrucht (z. B. Kartoffeln)
- Blattfrucht (z. B. Feldgemüse)
- Halmfrucht (z. B. Winterweizen)
- Blattfrucht (z. B. Kichererbsen)
- Blattfrucht (z. B. Winterraps)
- Halmfrucht (z. B. Wintergerste)

## Typische Phytopathogene, die durch Fruchtfolgen reguliert werden können
Durch Nichteinhaltung der Fruchtfolgen und durch die fehlende Einhaltung von Anbaupausen werden besonders bodenbürtige Schaderreger (Phytopathogene, siehe auch: Fruchtfolgeerreger) begünstigt. Das liegt primär daran, dass ihre Überlebenschancen im Boden und auf Ernterückständen über maximal einen Winter viel höher sind als über mehrere Jahre bei wechselnden Fruchtfolgen. Auch kann der einseitige Entzug von Nährstoffen den Kulturpflanzenbestand schwächen und so zu einer Begünstigung von Pilzen und anderen Pflanzenkrankheiten führen.
Beispiele:
- Halmbruchkrankheit
- Schwarzbeinigkeit
- Nematoden (z. B. Rübenzystenählchen)
- Rostpilze
- Fusarien
- Mutterkorn
- Westlicher Maiswurzelbohrer

## Typische Unkräuter, die durch Fruchtfolgen reguliert werden können
Bei fehlender Fruchtfolge wird die an die Kultur angepasste Ackerbegleitflora gefördert, also die Unkräuter, die durch die dann über Jahre kontinuierlichen Bedingungen bessere Möglichkeiten haben, sich auszubreiten. Durch effektives Fruchtfolgemanagement lässt sich die Ausbreitung von Ackerbegleitflora regulieren, da durch den Wechsel der Kulturen allelopathische Effekte und die Konkurrenz der Ackerkulturen variieren; daraus folgt eine unterschiedliche Vergesellschaftung der Arten innerhalb des landwirtschaftlichen Ökosystems, und Unkräuter werden unterdrückt.
Beispiele:
- Klettenlabkraut
- Ackerfuchsschwanz
- Klatschmohn
- Kornblume
- Windhalm